# Reine Claude Rosee
Reina Claudia Rosada sinonimia: Reine Claude Rosée, es una variedad cultivar de ciruelo (Prunus domestica), de las denominadas ciruelas europeas,
una variedad de ciruela variedad antigua obtenida en Francia se supone descendiente de 'Reina Claudia Verde', se desconocen polinizadores.
Las frutas tienen un tamaño de pequeño a medio, con un color de piel verde amarillento con una chapa rosada que cubre la superficie casi en su totalidad, y pulpa de color amarillo ámbar, con textura blanda, carnosa, muy jugosa, y de sabor moderadamente dulce, poco rico, por lo que se utiliza casi exclusivamente en usos culinarios, y de repostería.

## Sinonimia
- "Reina Claudia Rosada",
- "Reine Claude Rosée",
- "Renkloda Rosée".[4]

## Historia
El área de origen de los ciruelos "Reina Claudia" sería seguramente Siria?, y se obtuvo en Francia tras el descubrimiento de un ciruelo importado de Asia que producía ciruelas de color verde. Este ciruelo fue traído a la corte de Francisco I por el embajador del reino de Francia ante la "Sublime Puerta", en nombre de Solimán el Magnífico.
El nombre de Reina Claudia es en honor de Claudia de Francia (1499–1524), duquesa de Bretaña, futura reina consorte de Francisco I de Francia (1494–1547). En Francia le decían la bonne reine.
'Reine Claude Rosee' es una variedad de ciruela francesa, que se diferencia poco de la 'Reina Claudia Verde' de la que se obtuvo de semilla de la que se desconoce el "Parental Padre" fecundante de polen.
'Reina Claudia Rosee' está cultivada en diversos bancos de germoplasma de cultivos vivos tales como en National Fruit Collection (Colección Nacional de Fruta) de Reino Unido con el número de accesión: 1955 - 047 y nombre de accesión: Reine-Claude Rosee. Recibido por "The National Fruit Trials" (Probatorio Nacional de Frutas) en 1955, procedente del IVT, en Wageningen, Países Bajos.

## Características
'Reina Claudia Rosee' árbol de vigoroso crecimiento, de generosa producción, requiere poco mantenimiento. Requiere suelo ligero y una posición soleada. Las mejores frutas vienen cuando hay un comienzo de verano húmedo y un clima cálido y seco en el período de maduración. Si el clima es al revés, gran parte de la cosecha se pierde por culpa de la monilinia (Podredumbre parda). Tiene un tiempo de floración que comienza a partir del 18 de abril con el 10% de floración, para el 22 de abril tiene una floración completa (80%), y para el 4 de mayo tiene un 90% de caída de pétalos.
'Reina Claudia Rosee' tiene una talla de tamaño pequeño a medio (peso promedio 28,30 g.), de forma globosa, con la sutura perceptible, línea fina, incolora y transparente, situada en una depresión más o menos acentuada, continuando en la parte inferior dorsal; epidermis con abundante pruina blanco grisácea, no se aprecia pubescencia, siendo el color de la piel verde amarillento con una chapa rosada que cubre la superficie casi en su totalidad, punteado abundante; Pedúnculo de longitud mediano, grueso con la parte superior formando maza, sin pubescencia, ubicado en una cavidad del pedúnculo de anchura bastante amplia, medianamente profunda, medianamente rebajada en la sutura y más suavemente en el lado opuesto;pulpa de color amarillo ámbar, con textura blanda, carnosa, muy jugosa, y de sabor moderadamente dulce, poco rico.
Hueso semi libre, con ligera adherencia solo en zona ventral, de tamaño pequeño, elíptico redondeado, zona pistilar amplia y redondeada, zona ventral y surcos poco acusados, caras laterales medianamente labradas, granulosas.
Su tiempo de recogida de cosecha se inicia en su maduración desde finales de agosto a mediados de septiembre. Maduran todos a un mismo tiempo.

## Usos
La ciruela 'Reine Claude Rosée' debido a su sabor moderadamente dulce, poco rico, por lo que se utiliza casi exclusivamente en usos culinarios, y de repostería, se transforma en mermeladas, almíbar de frutas, compotas.

## Cultivo
La ciruela 'Reina Claudia Rosee' es una variedad de "Reina Claudia" que produce frecuentemente frutos dobles, y es medianamente fértil.
La ciruela 'Reine Claude Rosee' es parcialmente autofértil necesita polen de otras variedades para cuaje del fruto, siendo polinizadores del grupo C entre otros: 'Andrierez', 'Anna Späth', 'Autumn Compote', 'Avalon', 'Aylesbury Prune', . . .

## Enfermedades y plagas
Plagas específicas:
Pulgones, Cochinilla parda, aves Camachuelos, Orugas, Araña roja de árboles frutales, Polillas minadoras de hojas, Pulgón enrollador de hojas de ciruelo.
Enfermedades específicas:
Se afecta menos que otras Claudias con la Podredumbre parda de las ciruelas.